# 大月明
大月 明（おおつき あきら、1910年7月25日 - 1987年2月16日  ）は、日本の医学者。論文『から・あざーるニ関スル研究』で、博士（医学）の学位授与（主査：木村廉「微生物学」）。学位記宛先は、大阪府三島郡富田町（現・高槻市富田町）。現住所：不掲載。

## 年表
- 1928年
  - 3月 - 福井県立小浜中学校卒業
  - 4月 - 第三高等学校理科乙類入学
  - 同年休学
- 1932年
  - 3月 - 右同卒業
- 1934年
  - 4月 - 京都帝国大学医学部医学科入学
- 1938年
  - 3月 - 右同卒業
  - 4月 - 任京都帝国大学助手 給五給俸
  - 6月 - 同仁会医員を命す
- 1939年
  - 5月 - 同仁会医員依願免本職
  - 5月 - 京都帝国大学休職助手復職を命す
- 1940年
  - 4月 - 京都帝国大学臨時附属医学専門部講師嘱託
  - 6月 - 京都帝国大学化学研究所研究員嘱託
- 1941年
  - 3月 - 任京都帝国大学臨時附属医学専門部助教授 給四級俸
- 1942年
  - 1月 - 医師免許証下附
  - 12月 - 任陸軍衛生軍曹（京都師団）
- 1943年
  - 2月 - 京都帝国大学臨時附属医学専門部助教授 依願免本官
  - 2月 - 京都帝国大学化学研究所研究員 依願解嘱託
  - 2月 - 陸軍軍医学校嘱託を命す
- 1944年
  - 3月 - 任陸軍専任嘱託（陸軍省）
  - 3月 - 奉任官（六等）を以て待遇せらる（内閣）
  - 4月 - 大阪市立医学専門学校講師嘱託
  - 9月 - 京都帝国大学医学部研究嘱託
  - 9月 - 北野病院嘱託を命ず
  - 10月 - 陸軍専任嘱託を免ず（陸軍省）

## 賞罰
- 1940年
  - 4月 - 支那事変に於ける功に依り勲六等瑞宝章を授け賜う
- 右の通相違無之候也 1944年11月7日、 2 年（0 年、1 年）

## 関連人物
- 佐々木到一 - 陸軍中将、南京事件首謀者